# اچ‌ام‌اس شریونهام (ام۲۷۲۸)
اچ‌ام‌اس شریونهام (ام۲۷۲۸) (به انگلیسی: HMS Shrivenham (M2728)) یک کشتی بود. این کشتی در سال ۱۹۵۶ ساخته شد.